# Tvillingsholmarna
Tvillingsholmarna är öar i Finland. De ligger i Finska viken och i kommunen Pyttis i den ekonomiska regionen  Kotka-Fredrikshamn i landskapet Kymmenedalen, i den södra delen av landet. Öarna ligger omkring 18 kilometer sydväst om Kotka och omkring 97 kilometer öster om Helsingfors.
Arean för den av öarna koordinaterna pekar på är 4,4 hektar och dess största längd är 380 meter i sydöst-nordvästlig riktning.